# Saison 1932-1933 du Sports Olympiques Montpelliérains
Chronologie
Saison précédente Saison suivante
La saison 1932-1933 du SO Montpelliérains voit le club évoluer en Division Nationale, ce qui marque l'entrée du football français dans le professionnalisme.
Le club héraultais lutte pour la qualification en finale durant toute la saison, mais échoue à la 4e place de son groupe à seulement un point de l'AS Cannes.
En Coupe de France, les somistes échouent en quarts de finale face au RC Roubaix.

## Joueurs et staff

### Transferts
| Été 1932          |             |           |                        |                     |
| Nom               | Nationalité | Transfert | Provenance/Destination | Division            |
| Arrivées          |             |           |                        |                     |
| André Dautheribes | France      | Transfert | Olympique de Marseille | Division 1          |
| Jean-Pierre Médan | France      | Transfert | US Aix                 | Division inconnue   |
| Istvan Zavadsky   | Hongrie     | Transfert | Ujpest Dozsa           | Nemzeti Bajnokság I |

## Rencontres de la saison

### Division Nationale
| Tour       | Adversaire             | Lieu | Résultat |
| Journée 1  | Olympique d'Alès       | Dom. | 2-0      |
| Journée 2  | SC Fives               | Dom. | 4-2      |
| Journée 3  | CA Paris               | Ext. | 2-2      |
| Journée 4  | AS Cannes              | Dom. | 1-2      |
| Journée 5  | CS Metz                | Ext. | 1-2      |
| Journée 6  | FC Sochaux-Montbéliard | Dom. | 2-0      |
| Journée 7  | Red Star               | Dom. | 1-1      |
| Journée 8  | FC Antibes             | Ext. | 2-0      |
| Journée 9  | Stade rennais UC       | Ext. | 1-6      |
| Journée 10 | Olympique d'Alès       | Ext. | 2-2      |
| Journée 11 | SC Fives               | Ext. | 3-2      |
| Journée 12 | CA Paris               | Dom. | 3-4      |
| Journée 13 | AS Cannes              | Ext. | 0-3      |
| Journée 14 | CS Metz                | Dom. | 7-3      |
| Journée 15 | FC Sochaux-Montbéliard | Ext. | 3-2      |
| Journée 16 | Red Star               | Ext. | 0-4      |
| Journée 17 | FC Antibes             | Dom. | 2-1      |
| Journée 18 | Stade rennais UC       | Dom. | 1-0      |

### Coupe de France
| Tour            | Adversaire                               | Lieu                    | Résultat |
| 4e tour         | RC Châlon-sur-Saône (Division d'Honneur) | Ext.                    | 9-0      |
| 1/32e de finale | SC Choisy-le-Roi (Division inconnue)     | Dom.                    | 7-1      |
| 1/16e de finale | CO Billancourt (Division d'Honneur)      | Mulhouse                | 4-1      |
| 1/8e de finale  | Racing Club de Paris (National)          | Grenoble                | 4-3      |
| 1/4 de finale   | RC Roubaix (Division d'Honneur)          | Stade Geoffroy-Guichard | 3-0      |

## Statistiques

### Statistiques collectives
| Compétition        | Débute au tour | Place ou tour final | Matches joués | Gagnés | Nuls | Perdus | Buts pour | Buts contre | Différence |
| Division Nationale | -              | 4e                  | 18            | 9      | 3    | 6      | 37        | 36          | +1         |
| Coupe de France    | 4e tour        | 1/4 de finale       | 5             | 4      | 0    | 1      | 24        | 8           | +16        |
| Total              | -              | -                   | 23            | 13     | 3    | 7      | 61        | 44          | +17        |